# Sean Lock
Sean Lock (ur. 22 kwietnia 1963 w Chertsey, zm. 16 sierpnia 2021) – brytyjski komik i aktor telewizyjny, laureat nagrody British Comedy Awards z 2000 w kategorii  stand-up. Był także nominowany do Perrier Comedy Award (obecnie Edynburskie Nagrody Komediowe). 
Karierę rozpoczynał występując jako komik w londyńskich pubach.
W 1988 miał swój pierwszy oficjalny występ w pubie w Stoke Newington w Londynie. 
W grudniu 1998 uruchomił swój program w BBC Radio 4, 15 minut cierpienia Seana Locka (tytuł oryginału: Sean Lock's 15 Minutes of Misery), mający postać 6-odcinkowego serialu radiowego. W listopadzie 1999 Channel 4 rozpoczęła emisję serialu radiowego, będącego kontynuacją poprzedniego: Sean Lock: 15 pięter wysokości (tytuł oryginału: Sean Lock: 15 Storeys) – 10 odcinków w 2 seriach, który dał początek  sitcomowi. 
W latach 2003–2011 był częstym gościem w brytyjskim panelu pokazowym QI.
W latach 2005–2015 występował jako kapitan drużyny w programie komediowym Channel 4.
W 2007 zajął 55. miejsce w rankingu 100 najlepszych stand-uperów na Channel 4. W 2010 zajął już 19. miejsce.
Jego układy na scenie, telewizji i radiu były często surrealistyczne i wykonywane w śmiertelnie ponurym stylu.
W życiu prywatnym był mężem młodszej od niego o 10 lat, Anoushki Nary Giltsoff, z którą miał dwie córki (2004 i 2006) oraz syna (2009).